# Maltignano
Maltignano ist eine italienische Gemeinde (comune) mit 2207 Einwohnern (Stand 31. Dezember 2023) in der Provinz Ascoli Piceno in den Marken. Die Gemeinde liegt etwa 8,5 Kilometer westsüdwestlich von Ascoli Piceno und grenzt unmittelbar an die Provinz Teramo. Maltignano wird nördlich durch den Tronto begrenzt.

## Geschichte
Der Name der Gemeinde tauchte erstmals zu der Zeit Karls des Großen auf.

## Verkehr
Durch die Gemeinde führt der Raccordo autostradale 11 von Ascoli Piceno zur Adriaküste. Der Bahnhof von Maltignano liegt im Gemeindegebiet von Ascoli Piceno an der Bahnstrecke von Ascoli Piceno nach San Benedetto del Tronto.